# Platysenta abida
Platysenta abida är en fjärilsart som beskrevs av Felder 1874. Platysenta abida ingår i släktet Platysenta och familjen nattflyn. Inga underarter finns listade i Catalogue of Life.